# Jouet intelligent
Ne doit pas être confondu avec Jouet connecté.
Un jouet intelligent (smart toy) est un jouet qui possède effectivement sa propre intelligence grâce à l'électronique embarquée. Ceux-ci lui permettent d'apprendre, de se comporter selon un schéma et de modifier ses actions en fonction des stimulis de l'environnement. En général, il peut s'adapter aux capacités du joueur. Un jouet intelligent moderne possède une électronique composée d'un ou plusieurs microprocesseurs ou microcontrôleurs, de mémoire volatile et/ou non volatile, de dispositifs de stockage et de diverses formes de dispositifs d'entrée-sortie. Il peut être mis en réseau avec d'autres jouets intelligents ou avec un ordinateur personnel afin d'améliorer sa valeur ludique ou ses caractéristiques éducatives,. En général, le jouet intelligent peut être contrôlé par un logiciel intégré dans un micrologiciel ou chargé à partir d'un dispositif d'entrée tel qu'une clé USB, un Memory Stick ou un CD-ROM. Les jouets intelligents ont souvent des capacités multimédia étendues, et celles-ci peuvent être utilisées pour produire une personnalité réaliste, animée et simulée pour le jouet. Quelques exemples commerciaux de jouets intelligents sont Amazing Amanda, Furby et iDog (en).